# Фи
Фи (главна буква Φ, малка буква φ) е 21-вата буква от гръцката азбука. В гръцката бройна система с тази буква се означава 500.
Главната буква Φ се използва като символ за:
- Магнитен поток във физиката

Малката буква φ се използва като символ за:
- Златно сечение в математиката (φ = 1,618...)
- Ъгълът към оста z в сферични координати.
- Фаза на вълната във физиката

Понякога буквата се използва грешно, предимно устно, вместо символа за диаметър ⌀.